# إيفي (مغنية)
إيفي (بالنرويجية البوكمول: Evie Tornquist-Karlsson؛ بالإنجليزية: Evie) هي مغنية نرويجية وأمريكية، ولدت في 1957 في راهواي في الولايات المتحدة.

## وصلات خارجية
- الموقع الرسمي
- إيفي على موقع ميوزك برينز (الإنجليزية)
- إيفي على موقع أول ميوزيك (الإنجليزية)
- إيفي على موقع ديسكوغز (الإنجليزية)
- إيفي على موقع ديسكوغز (الإنجليزية)
- إيفي على موقع ديسكوغز (الإنجليزية)
- إيفي على موقع ديسكوغز (الإنجليزية)